# Kristoffer Tønnessen
Kristoffer Tønnessen, né le 1er octobre 1997 à Grimstad en Norvège, est un footballeur norvégien, qui évolue au poste d'arrière gauche au Lillestrøm SK.

## Biographie

### En club
Né à Grimstad en Norvège, Kristoffer Tønnessen commence le football avec l'IL Imås avant d'être formé par le FK Jerv. C'est avec ce club qu'il fait ses débuts en professionnel. Il joue son premier match le 3 avril 2016, à l'occasion de la première journée de la saison 2016 de deuxième division norvégienne, contre le Ranheim Fotball. Titularisé, il se distingue en marquant également son premier but en professionnel, donnant par la même occasion la victoire à son équipe en marquant en toute fin de match (2-1 score final).
Le 28 août 2019, Kristoffer Tønnessen rejoint l'IK Start. Il signe un contrat de quatre ans avec son nouveau club.
Bien qu'il joue peu lors de ses premiers mois au club, il fait partie de cette équipe qui est promue en première division à l'issue de la saison 2019, Start terminant troisième du championnat avant d'accéder à la promotion par un match de barrage.
Il fait ainsi ses débuts dans l'Eliteserien, l'élite du football norvégien, jouant son premier match le 17 juin 2020, lors de la première journée de la saison 2020, face au Strømsgodset IF. Il est titulaire et les deux équipes se partagent les points (2-2 score final). Le 2 août 2020, Tønnessen inscrit son premier but pour l'IK Start, lors d'une rencontre de championnat contre le Mjøndalen IF. Titulaire, il ouvre le score et participe à la victoire de son équipe (3-0 score final). Il ne reste toutefois qu'une saison en première division avec Start, le club terminant 15e et avant-dernier du championnat en 2020 retrouve l'échelon inférieur au bout d'un an.
En janvier 2023, Kristoffer Tønnessen rejoint le Lillestrøm SK. Le transfert est annoncé dès le 23 décembre 2022 et il signe un contrat de trois ans, soit jusqu'en décembre 2025.
Tønnessen marque son premier but pour le Lillestrøm SK le 23 avril 2023, lors d'une rencontre de championnat face au Molde FK. Titulaire, il ouvre le score de la tête sur un service de Gjermund Åsen dès la cinquième minute de jeu, et son équipe s'impose par deux buts à un.

### En sélection
Le 24 mars 2017, Kristoffer Tønnessen joue son premier match avec l'équipe de Norvège espoirs contre le Portugal. Il entre en jeu à la place d'Andreas Hanche-Olsen et son équipe s'incline (3-1 score final).